# عدنان العوامله
عدنان العوامله (1948 - 5 فبراير 2021) هو منتج تلفزيوني أردني ومؤسس المركز العربي للإنتاج الإعلامي في الأردن. أيضًا هو والد المنتج طلال العوامله.

## بداياته
بدأ مسيرته في التلفزيون الأردني عام 1968، سافر بعدها للدراسة خارج البلاد، فبعد حصوله على شهادات الدراسة العليا في جامعة بيروت العربية والوكالة البريطانية للأنباء (بي بي سي) في لندن، عاد للانضمام مجدداً لطاقم التلفزيون الأردني مخرجًا لعدة أفلام وثائقية.

## المركز العربي للإنتاج الإعلامي
أسس عدنان العواملة مجموعة المركز العربي للإنتاج الإعلامي سنة 1983 التي أصبحت من المؤسسات الرائدة في مجال الإنتاج الإعلامي في الشرق الأوسط، منتجاً لأعمال فنية عديدة حظيت بالجوائز المختلفة.
كُرمَّ في عام 2008 بحصوله على جائزة الإيمي العالمية لفئة الرواية التلفزيونية الطويلة عن مسلسل الاجتياح.
سلَّم إدارة الشركة في عام 2000 إلى ابنه طلال.